# Wasp (film)
Wasp è un cortometraggio del 2003 scritto e diretto da Andrea Arnold.

## Trama
La protagonista, interpretata da Natalie Press, è una giovane madre single con quattro piccole bambine, la quale vuole cercare di riaccendere la passione con un ex-fidanzato, impersonato da Danny Dyer.

## Produzione
Il film è ambientato a Dartford, la città natia di Andrea Arnold.

## Riconoscimenti
- 2004 Bermuda Short Award at the Bermuda International Film Festival
- 2004 Short Filmakking Award, Sundance Film Festival
- 2004 Best Live-Action Short, Toronto Worldwide Film Festival
- 2003 Best Short Film, Stockholm Film Festival
- 2004 Best International Short Film, Regensburg Short Film Week
- 2004 Best of the Festival, Palm Springs International Short Film Festival
- 2004 Main Prize, Prize of the Ecumenical Jury - Honorable Mention, and Prize of the Ministry for Development, Culture and Sports, Oberhausen International Short Film Festival
- 2005 Oscar al miglior cortometraggio